# Gare centrale de Recklinghausen
La Gare centrale de Recklinghausen est la gare la plus importante du trafic voyageurs de la ville de Recklinghausen et de l'arrondissement du même nom. Elle est située sur la ligne de Wanne-Eickel à Hambourg et, avec la gare routière qui la précède, elle est le point de départ de plusieurs lignes de bus des Tramways de la Vest (de). Avec environ 17 000 voyageurs par jour, elle est classée dans la catégorie de prix 3 et fait partie de la gestion de la gare de Münster.

## Situation
La gare centrale et ses installations ferroviaires se trouvent non loin du Wallring (de), à la Große-Perdekamp-Straße 2, 45657 Recklinghausen, au nord-est du centre-ville dans le quartier nord. Le hall d'accueil ainsi que les bâtiments bas qui s'y rattachent se trouvent à l'angle des rues Große-Perdekamp-Straße / Springstraße / Europaplatz. À l'Est, les installations ferroviaires bordent la Ludwig-Erhard-Allee. La gare centrale de Recklinghausen possède trois sorties : la sortie principale à l'ouest mène à la Europaplatz et à la gare routière qui s'y trouve. Toujours à l'ouest, mais plus au nord, il y a une sortie secondaire sans marche qui mène de la voie 1 vers la galerie d'art (de) et l'arrêt bus. Depuis 2012, la gare dispose d'une sortie sur la Ludwig-Erhard-Allee (anciennement Ossenbergweg) qui permet aux quartiers résidentiels de l'Est ainsi qu'au campus de Blumenthal sur la Ludwig-Erhard-Allee d'avoir un accès direct au train.
Depuis septembre 2016, il existe au sud de la gare routière une station de vélos avec 12 boxes à vélos ainsi que 140 places de stationnement en grande partie couvertes.
La ligne de Wanne-Eickel à Hambourg traverse la gare dans le sens nord-sud. À environ deux kilomètres au sud de la gare centrale, cette ligne est croisée par la ligne Oberhausen-Osterfeld-Hamm (de), devant laquelle des lignes de raccordement mènent à la gare centrale de Recklinghausen depuis les deux directions.

## Histoire
La gare centrale d'origine est ouverte en 1870 par la Compagnie des chemins de fer de Cologne-Minden dans le cadre de la construction de la ligne Hambourg-Venlo. Le premier bâtiment de la gare est une construction en briques qui, par sa taille et son architecture, reflète l'époque, mais qui semble aujourd'hui un peu surdimensionnée pour la taille de la ville à l'époque. Dès les années 1930, une nouvelle construction est prévue pour remplacer les différents bâtiments existants. Pendant la Seconde Guerre mondiale, des unités de bombardiers de la RAF et de l'USAAF effectuent de nombreux raids aériens sur la région de la Ruhr. À partir de fin mars 1945, l'armée américaine mène la Conquête du nord de la Ruhr ; le régime s'effondre dans l'arrondissement de Recklinghausen. Pendant la phase finale de la Seconde Guerre mondiale, le 23 mars 1945, une Attaque aérienne majeure de l'USAAFF détruit en grande partie le bâtiment de la gare et les voies ferrées. Cela est rappelé aujourd'hui par un bunker élevé (de) situé en face de la gare, dans lequel la galerie d'art de Recklinghausen (de) est installée en 1950.
La construction de l'actuel hall d'accueil de la gare commence au début des années 1960 ; il est inauguré en 1962. L'élément le plus remarquable du bâtiment de la gare avec sa façade en verre est aujourd'hui une tour horloge. L'actuelle gare routière est construite en 1998/1999 ; en même temps, le hall d'accueil est rénové. Une partie de l'intérieur et de l'équipement technique du bâtiment ainsi que la zone des quais de la voie 1, y compris le pavage et l'éclairage, sont rénovés à cette occasion. Le dernier investissement majeur à la gare centrale est la création de l'accès Est ainsi que le prolongement du tunnel voyageurs qui y est lié, qui relie depuis le centre-ville au quartier Est. Les coûts d'environ 1,5 million d'euros sont pris en charge par l'État fédéral (75 %) et la ville de Recklinghausen (25 %). En raison du mauvais état partiel des quais et des toits, le public et les élus locaux expriment en 2019 le souhait d'une rénovation et d'une revalorisation visuelle du passage souterrain. La tour horloge est repeinte en rouge à l'été 2018 et DB Station&Service annonce, en lien avec l'installation réalisée en septembre 2019 par l'artiste Jan Hoeft pour 70 000 euros dans différentes zones de l'accès mentionné, des investissements supplémentaires dans l'information des voyageurs

### Galerie

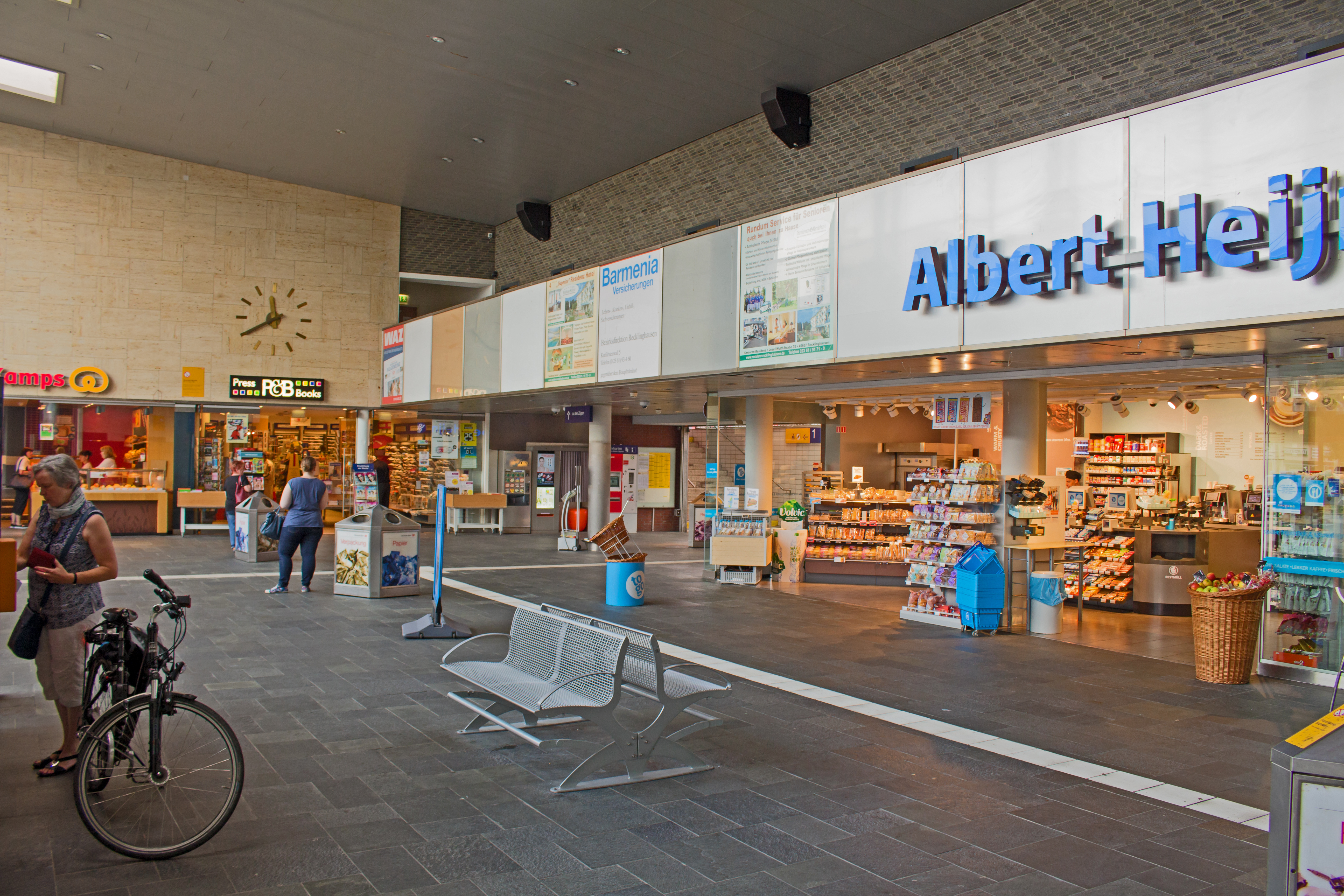
Vue sur le hall d'accueil
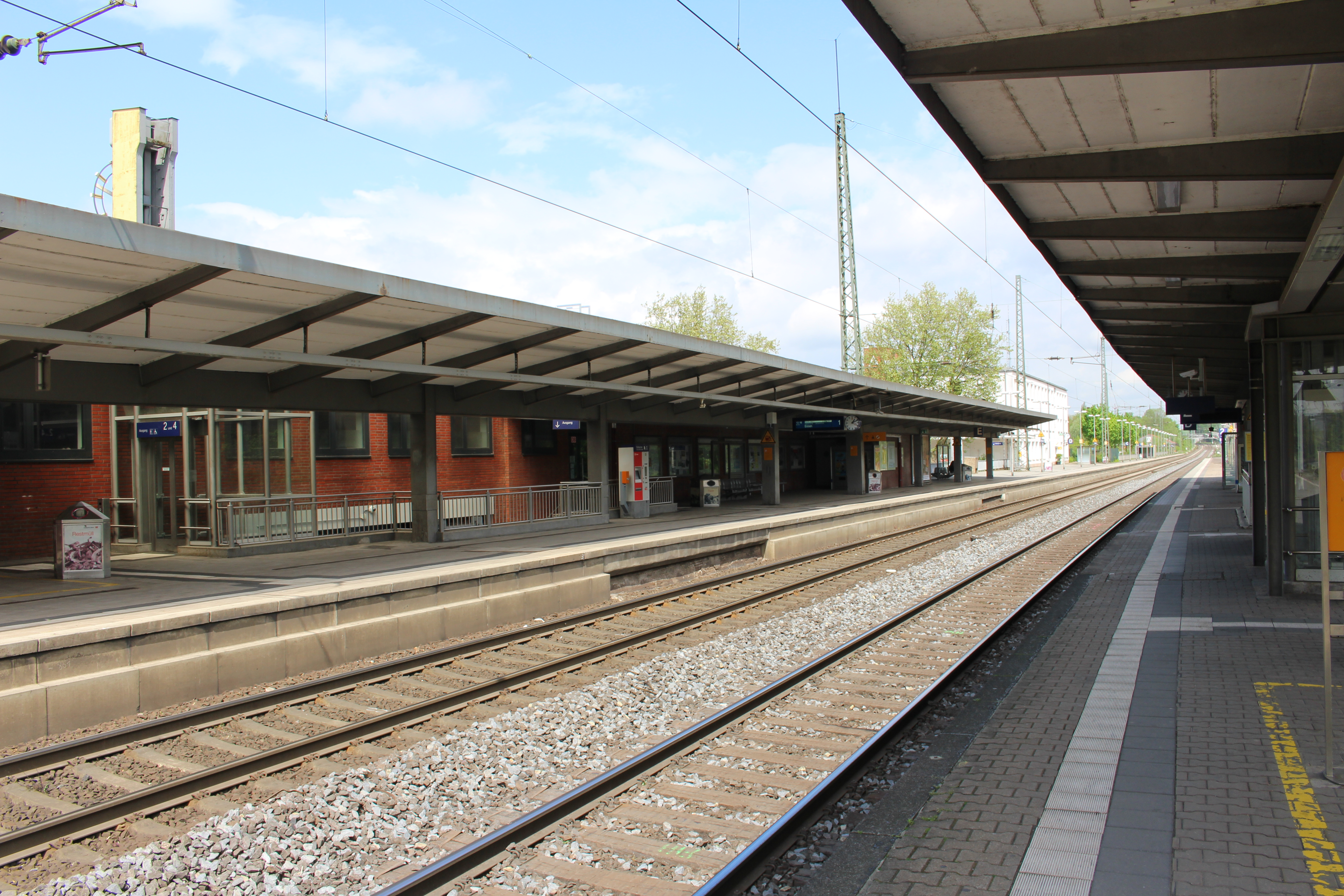
Vue sur les voies ferrées
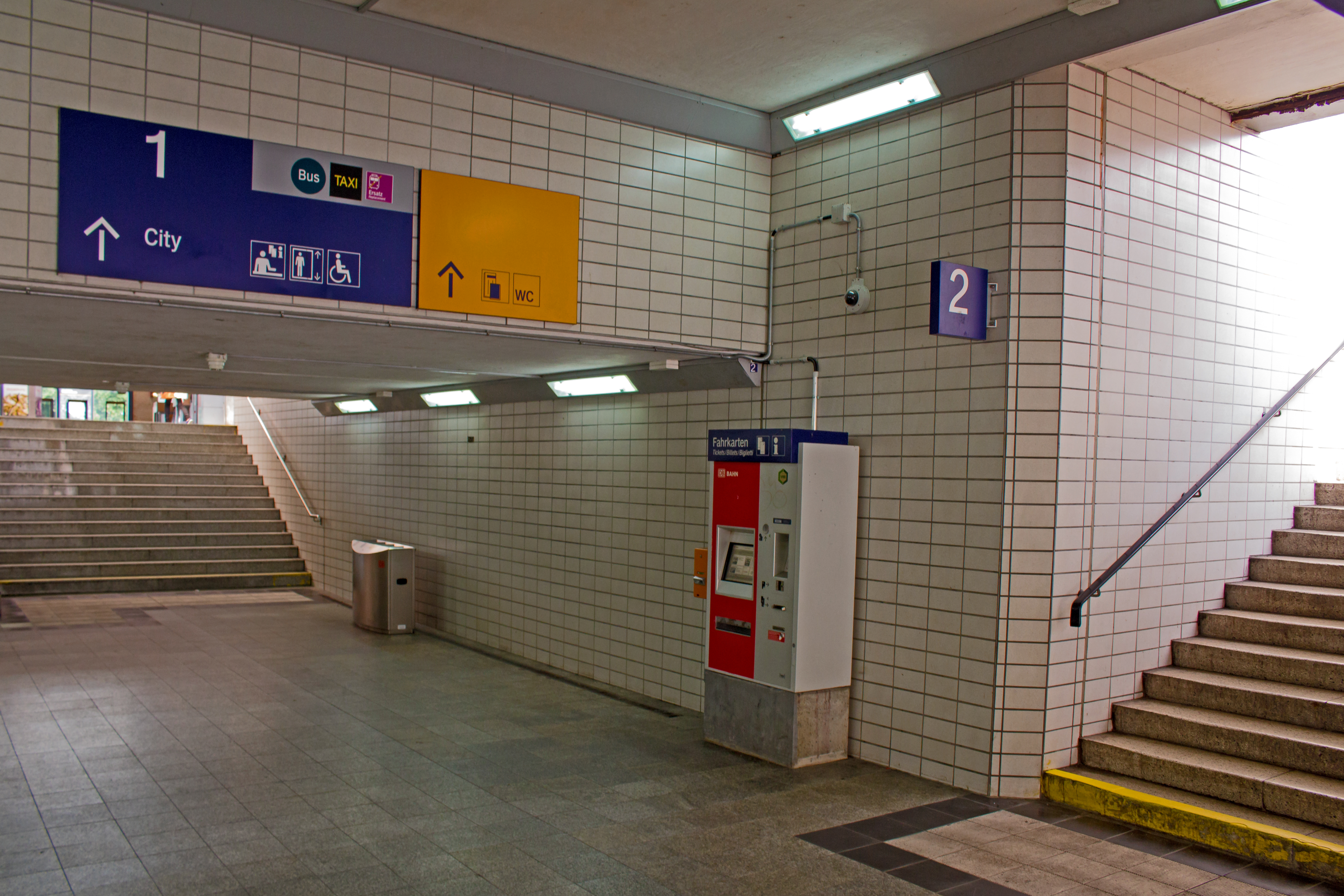
Tunnel (ascenseur à gauche)
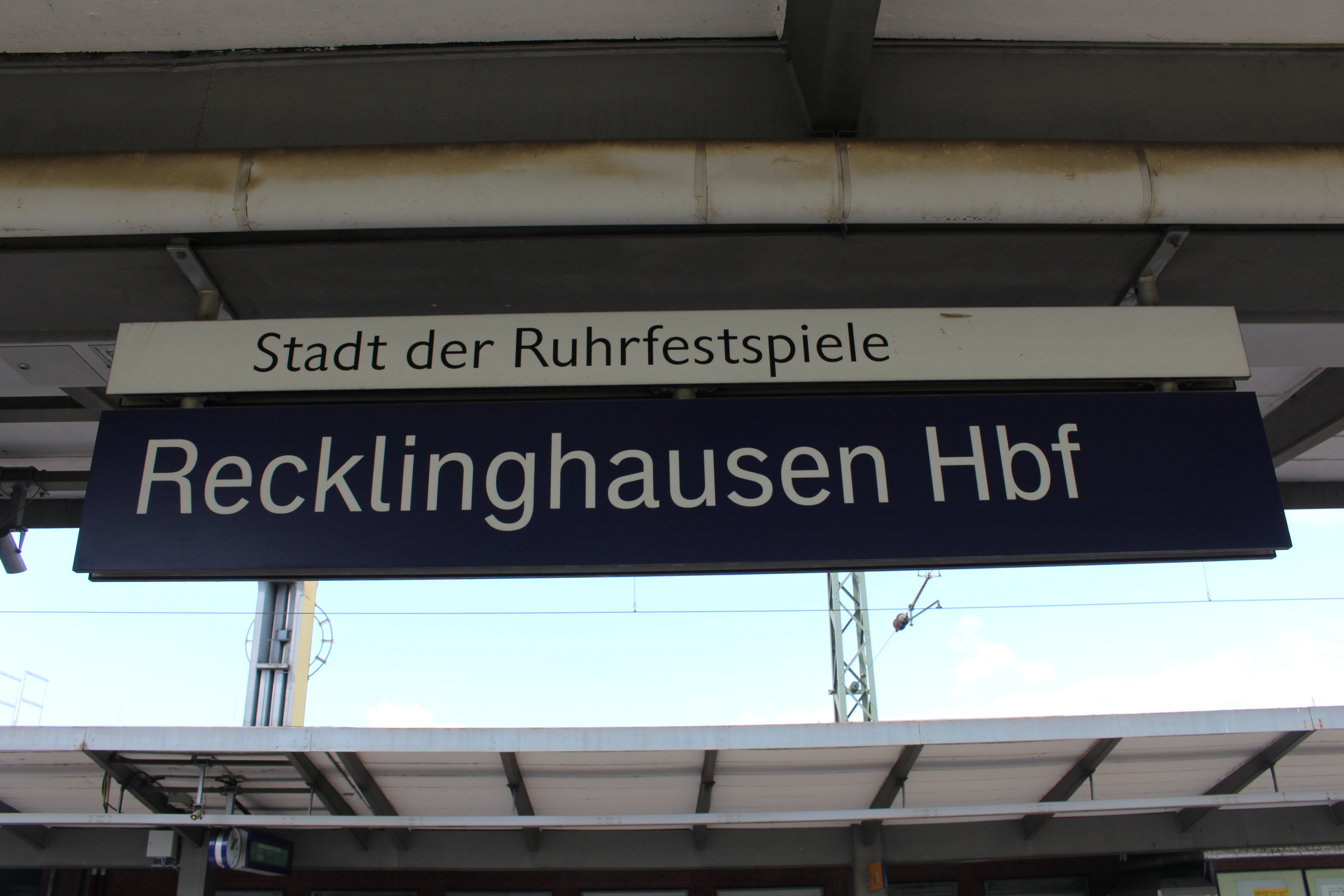
Panneau de gare avec indication supplémentaire sur le Festival de la Ruhr (de).

## Lignes de chemin de fer

### Trafic grandes lignes
La gare centrale de Recklinghausen est un arrêt système de plusieurs lignes du trafic grandes lignes de la Deutsche Bahn ainsi que, à partir de l'horaire 2024, de l'opérateur Flixtrain.
| Ligne  | Trajet de la ligne | Trajet de la ligne | Cycle                  |
| ------ | --- | --- | ---------------------- |
| ICE 14 | Gare de l'Est (Berlin) – Berlin – Hanovre – Münster – Recklinghausen – Essen – Düsseldorf – Cologne                                                                      | Gare de l'Est (Berlin) – Berlin – Hanovre – Münster – Recklinghausen – Essen – Düsseldorf – Cologne                                                                      | un train par jour      |
| ICE 32 | Münster – Recklinghausen – Oberhausen – Duisbourg – Düsseldorf – Cologne – Bonn – Coblence – Stuttgart – Munich – Klagenfurt                                             | Münster – Recklinghausen – Oberhausen – Duisbourg – Düsseldorf – Cologne – Bonn – Coblence – Stuttgart – Munich – Klagenfurt                                             | un train par jour      |
| ICE 35 | (Norddeich Mole – Norden) ou (Port extérieur d'Emden) – Emden – Rheine – Münster – Recklinghausen – Oberhausen – Duisbourg – Düsseldorf – Cologne – Bonn – Coblence      | (Norddeich Mole – Norden) ou (Port extérieur d'Emden) – Emden – Rheine – Münster – Recklinghausen – Oberhausen – Duisbourg – Düsseldorf – Cologne – Bonn – Coblence      | quatre trains par jour |
| ICE 39 | Hambourg-Altona – Hambourg – Münster – Recklinghausen – Essen – Düsseldorf – Cologne (– Aix-la-Chapelle) ou (– Mayence – Francfort-sur-le-Main – Wurtzbourg – Nuremberg) | Hambourg-Altona – Hambourg – Münster – Recklinghausen – Essen – Düsseldorf – Cologne (– Aix-la-Chapelle) ou (– Mayence – Francfort-sur-le-Main – Wurtzbourg – Nuremberg) | trains individuels     |
| IC 35  | (Norddeich Mole – Norden) ou (Port extérieur d'Emden) – Emden – Rheine – Münster – Recklinghausen – Oberhausen – Duisbourg – Düsseldorf – Cologne – Bonn – Coblence      | (Norddeich Mole – Norden) ou (Port extérieur d'Emden) – Emden – Rheine – Münster – Recklinghausen – Oberhausen – Duisbourg – Düsseldorf – Cologne – Bonn – Coblence      | 120 min                |
| IC 39  | Westerland (de) – | Niebüll (de) – Itzehoe (de) – Hambourg – Brême – Münster – Recklinghausen – Duisbourg – Düsseldorf – Cologne                                                             | deux trains par jour   |
| IC 39  | Dagebüll Mole (de) – | Niebüll (de) – Itzehoe (de) – Hambourg – Brême – Münster – Recklinghausen – Duisbourg – Düsseldorf – Cologne                                                             | deux trains par jour   |